# Stenmyrtjärnen (Älvsby socken, Norrbotten)
Stenmyrtjärnen är en sjö i Älvsbyns kommun i Norrbotten och ingår i Piteälvens huvudavrinningsområde. Sjön har en area på 0,0377 kvadratkilometer och ligger 193 meter över havet.

## Delavrinningsområde
Stenmyrtjärnen ingår i det delavrinningsområde (731459-171000) som SMHI kallar för Mynnar i Bredselet. Medelhöjden är 121 meter över havet och ytan är 34,21 kvadratkilometer. Räknas de 115 avrinningsområdena uppströms in blir den ackumulerade arean 1 941,7 kvadratkilometer. Varjisån som avvattnar avrinningsområdet har biflödesordning 2, vilket innebär att vattnet flödar genom totalt 2 vattendrag innan det når havet efter 83 kilometer. Avrinningsområdet består mestadels av skog (88 procent). Avrinningsområdet har 0,24 kvadratkilometer vattenytor vilket ger det en sjöprocent på 0,7 procent.